# Stern und Kreisschiffahrt

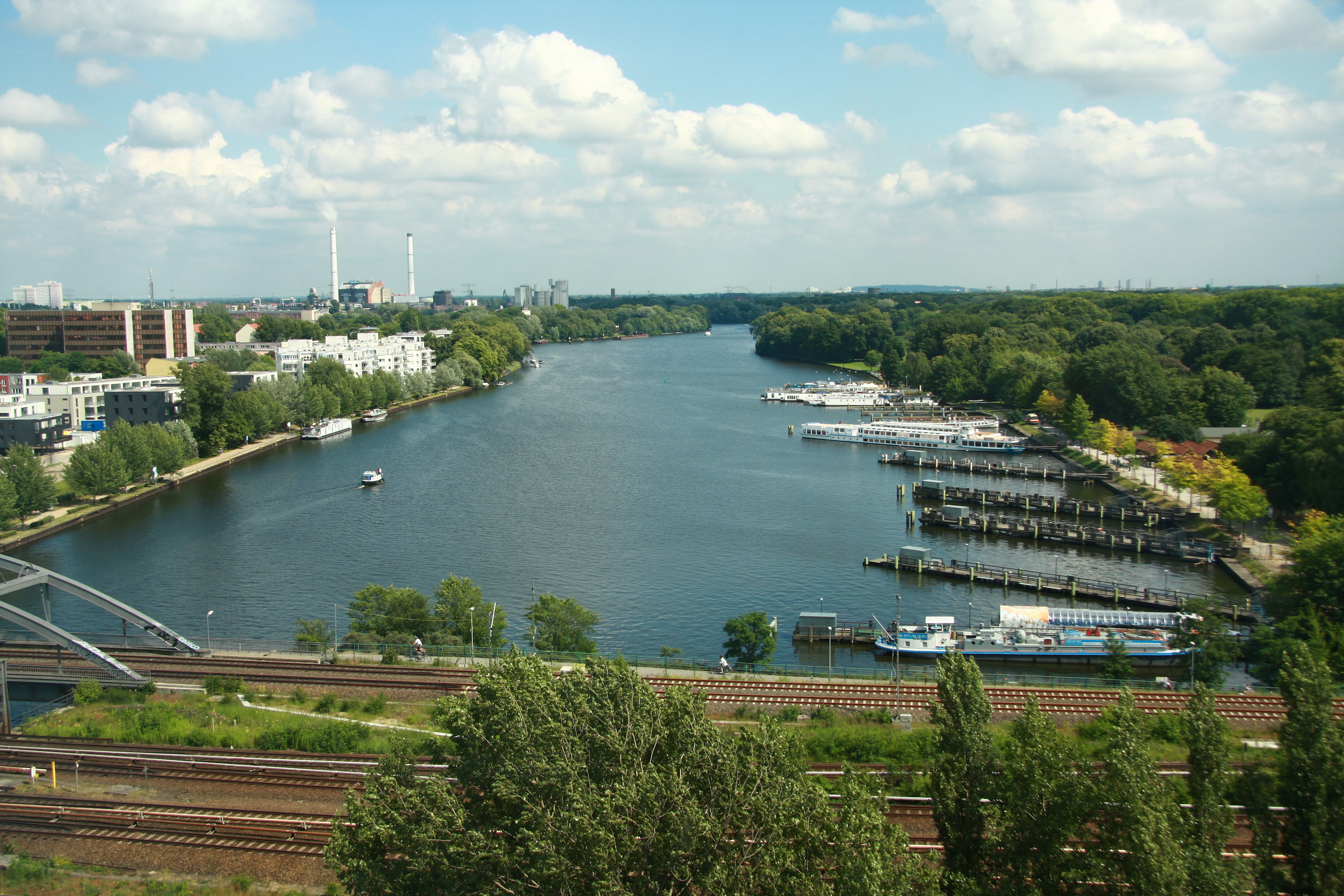
Schiffsanleger der Stern und Kreisschiffahrt GmbH Berlin in Alt-Treptow

Stern und Kreisschiffahrt GmbH Berlin (meist kurz nur Stern und Kreis genannt) ist eines der rund 150 Berliner Schifffahrtunternehmen und hat seinen Sitz in Alt-Treptow.

## Geschichte
Das Unternehmen wurde am 8. August 1888 vom Stettiner Kaufmann Gustav Krokisius der Berliner und Stralauer Dampfschiffahrts-Gesellschaft mit Unterstützung einer Stettiner Bank unter dem Namen Spree-Havel-Dampfschiffahrt-Gesellschaft Stern gegründet. Für die Schiffe bürgerte sich die Bezeichnung „Sterndampfer“ ein. Es betrieb um 1919 27 Dampfschiffe, mit denen in einem Jahr über 1,8 Millionen Passagiere auf den Berliner und märkischen Gewässern befördert wurden.
Im Jahr 1934 fusionierte die Dampfschifffahrts-Gesellschaft mit der Teltower Kreisschiffahrt zur Stern und Kreisschiffahrt der Teltowkanal AG.
Nach dem Ende des Zweiten Weltkriegs musste das Unternehmen im Juni 1946 acht Schiffe als Reparationsleistung an die Sowjetunion abgeben. Dies waren die Dampfschiffe Grünau, Theodor Fontane, Wannsee und Werner von Siemens sowie die Motorschiffe Lichterfelde, Merkur (vor 1945: Kurmark), Saturn (vor 1945: Ostmark) und Tempelhof.
Die Spaltung der Stadt Berlin nach 1945 hatte zur Folge, dass die Stern und Kreis fortan nur in West-Berlin tätig war. Die deutsche Wiedervereinigung führte 1992 zum Zusammenschluss mit der Ost-Berliner Weißen Flotte Berlin mit der Wiedervergabe des Namens aus den 1930er Jahren. Im 21. Jahrhundert betreibt das Unternehmen, das zur Hegemann-Reiners-Gruppe gehört, mit 32 Fahrgastschiffen den Fähr- und Ausflugsverkehr in und um Berlin. Es zählt nach der Anzahl der Schiffe, Anleger und den beförderten Personen zu den größten Fahrgastschifffahrtsunternehmen in Berlin und Brandenburg. Drei Schiffe verkehren nicht mehr ständig (Stand 2014). 2018 beteiligte sich die Stern und Kreisschiffahrt an der neu gegründeten SolarCircleLine, die seit 2020 in Berlin zwei Solar-Fahrgastschiffe vom Typ Suncat 120 betreibt, die von der Kiebitzberg Schiffswerft gebaut wurden.
Im Jahr 2019 waren im Jahresdurchschnitt 119 Personen bei der Stern- und Kreisschiffahrt GmbH beschäftigt. Hinzu kamen 90 Mitarbeiter bei der Tochtergesellschaft Stern und Kreis Gastronomie und Service GmbH.

## Flotte
Zur Flotte der Ausflugsschiffe der Stern und Kreisschiffahrt gehören (Stand Oktober 2024) folgende Motorschiffe, wobei einige Fahrzeuge seit 2022 nicht mehr oder nur temporär im Einsatz sind:
| Foto                                                                        | Name des Schiffes      | Baujahr | Länge in Metern | Breite in Metern | Gesamt- sitz- plätze | Innen- sitz- plätze | früherer Name            | Bemerkung |
| --------------------------------------------------------------------------- | ---------------------- | ------- | --------------- | ---------------- | -------------------- | ------------------- | ------------------------ | --- |
| Die Alexander von Humboldt am 4. Mai 2012 auf der Havel in Potsdam          | Alexander von Humboldt | 2012    | 61,66           | 08,19            | 400                  |                     |                          | rollstuhlgerecht mit Aufzugsanlage an Bord                                                                          |
| Das Fahrgastschiff Bellevue im Oberwasser der Schleuse Mühlendamm, Berlin.  | Bellevue               | 1992    | 40,0            | 06,6             | 400                  | 120                 | Esplanade                | |
|                                                                             | Brasil                 | 2003    | 45,8            | 07,0             | 340                  | 150                 |                          | Behinderten-WC |
|                                                                             | Belvedere              | 2003    | 46,8            | 07,0             | 340                  | 150                 |                          | Behinderten-WC |
|                                                                             | Sanssouci              | 2000    | 43,75           | 07,0             | 170                  | 120                 |                          | Behinderten-WC |
|                                                                             | Pergamon               | 2008    | 26,8            | 05,1             |                      | 078                 |                          | Aqua-Cabrio genannt wegen des aufschiebbaren Verdecks                                                               |
|                                                                             | Mark Brandenburg       | 1976    | 67,0            | 08,2             | 500                  | 350                 | Wilhelm Pieck            | |
|                                                                             | Poseidon               | 2007    | 42,5            | 06,6             |                      | 160                 |                          | Behinderten-WC Das Schiff wurde im Winter 2023/24 mit einem Elektromotor ausgestattet.                              |
|                                                                             | Nofretete              | 2012    | 37,6            | 05,7             | 160                  |                     |                          | zweiter Neubau 2012; die Schiffstaufe erfolgte am 29. Juni 2012                                                     |
|                                                                             | Ernst Reuter           | 1957    | 38,7            | 08,0             |                      | 110                 |                          | |
| Monbijou vor Spreeufer                                                      | Monbijou               | 1987    | 32,1 / 05,1     |                  | 074                  |                     |                          | BiFa III |
|                                                                             | Berolina               | 1987    | 32,1            | 05,1             |                      | 074                 |                          | BiFa III |
|                                                                             | Luna                   | 1991    | 45,0            | 06,0             | 250                  | 138                 |                          | Schiff in den späten 2010er Jahren umgebaut, ENI 04306820                                                           |
|                                                                             | Havel Queen            | 1988    | 67,0            | 09,0             |                      | 410                 |                          | barrierefrei mit Aufzugsanlage an Bord Beidseitig am Rumpf sind – ohne Antriebsfunktion – Schaufelräder angebracht. |
|                                                                             | Moby Dick              | 1972    | 48,3            | 08,2             |                      | 158                 |                          | barrierefrei |
|                                                                             | Havelstern             | 1969    | 62,5            | 08,2             |                      | 380                 |                          | |
|                                                                             | Lichtenberg            | 1976    | 39,5            | 05,1             | 250                  |                     |                          | |
| Das Fahrgastschiff Sperber auf dem Griebnitzsee zwischen Berlin und Potsdam | Sperber                | 1907    | 38,6            | 05,6             | 296                  | 106                 |                          | Als Dampfschiff gebaut, 1966 Umbau zu einem Motorschiff.                                                            |
|                                                                             | Tempelhof              | 1927    | 29,5            | 04,9             | 200                  |                     | Mars                     | |
|                                                                             | Wappen von Berlin      | 1964    | 44,5            | 08,0             | 300                  |                     |                          | |
|                                                                             | Friedrichshain         | 1975    | 39,6            | 05,1             | 250                  | 90                  |                          | Ohne Buffet 54 (Innen-)Plätze mehr                                                                                  |
|                                                                             | Prenzlauer Berg        | 1980    | 39,65           | 05,08            |                      | 108                 |                          | |
|                                                                             | Pankow                 | 1977    | 39,6            | 05,1             |                      | 150                 |                          | |
|                                                                             | Treptow                | 1970    | 32,7            | 05,0             | 196                  |                     | Scharmützelsee           | |
|                                                                             | Condor                 | 1954    | 27,6            | 05,7             | 200                  |                     | Irene                    | |
|                                                                             | Habicht                | 1978    | 28,8            | 05,0             | 149                  |                     |                          | BiFa III |
|                                                                             | Milan                  | 1980    | 28,8            | 05,0             | 149                  |                     |                          | BiFa III |
| Neptun                                                                      | Neptun                 | 1908    | 33,5            | 05,1             | 250                  |                     | mehrfacher Namenswechsel | |
|                                                                             | Kreis                  | 2006    | 26,75           | 05,1             | 120                  | 108                 |                          | |
|                                                                             | Weihe                  | 1981    | 28,8            | 05,0             | 149                  |                     |                          | BiFa III |
| Neptun                                                                      | suncat 120             | 2019    | 36,7            | 07               | 180                  | 180                 |                          | Solarschiff, Stromerzeugung von Solarkollektoren, gebaut von der Werft Kiebitzberg GmbH & Co. KG in Havelberg       |

## Fährschiff
| Foto | Name des Schiffes | Baujahr | Länge in Metern | Breite in Metern | Gesamt- sitz- plätze | Innen- sitz- plätze | früherer Name | Bemerkung |
| ---- | ----------------- | ------- | --------------- | ---------------- | -------------------- | ------------------- | ------------- | --- |
|      | Wannsee           | 2014    | 44,70           | 08,02            | 300                  |                     |               | Das Fahrgastschiff wird im Fährbetrieb der Berliner Verkehrsbetriebe auf der Fährlinie F10 vom Bahnhof Berlin-Wannsee nach Berlin-Kladow eingesetzt. |

## Ehemalige Schiffe
Eine Auflistung von ehemaligen Schiffen des Unternehmens.
| Foto                                                 | Name des Schiffes  | Baujahr | Länge / Breite in Metern | Gesamt- sitz- plätze | Innen- sitz- plätze | früherer Name / jetziger Name | Bemerkung |  |
| ---------------------------------------------------- | ------------------ | ------- | ------------------------ | -------------------- | ------------------- | ----------------------------- | --- |  |
|                                                      | Grosser Kurfürst   | 1966    | 51,20/05,20              | 500                  | 320                 |                               | Fahrgastschiff, 1996 nach Tangermünde verkauft, dort unter demselben Namen weiter in Fahrt |  |
|                                                      | Grünau             |         |                          |                      |                     |                               | Dampfschiff; im Juni 1946 als Reparationsleistung an die Sowjetunion abgegeben. |  |
|                                                      | Jupiter            | 1957    | 24/05,25                 | 200                  |                     | Jupiter                       | 1978 nach Friedrichstadt verkauft, dort unter demselben Namen weiter in Fahrt |  |
|                                                      | Kohlhase           | 1954    | 24,22/04,81              | 230                  |                     | Havelfee                      | ehemaliges Mehrzweckschiff (Schlepper, Eisbrecher, Bereisungsboot), gebaut von Teltow-Werft in Berlin, jetzt Havelfee, Heimathafen Brandenburg. |  |
|                                                      | La Paloma          | 1996/97 | 82,00/11,4               | bis 525              |                     | River Diva                    | ehemaliges Eventschiff, gebaut in DIW Spandau, verkauft an Navitours, jetzt River Diva, Flagge Luxemburg. |  |
|                                                      | Lichterfelde       | 1896    | 36,36/08,0               | 300                  |                     | Oberbürgermeister Zelle       | 2015 verkauft, danach als Restaurantschiff am Müggelsee. |  |
|                                                      | Lichterfelde       |         |                          |                      |                     |                               | Motorschiff; im Juni 1946 als Reparationsleistung an die Sowjetunion abgegeben. |  |
|                                                      | Merkur             | 1934    |                          |                      |                     | Majakowski                    | Motorschiff; erbaut als Kurmark an der Teltowwerft Berlin; im Juni 1946 als Reparationsleistung an die Sowjetunion abgegeben. |  |
| Das Fahrgastschiff Sachsen in der Mühlendammschleuse | Sachsen            | 1962    | 52,9/08,0                |                      | 186                 | Heinrich Mann                 | Ab 1990 als Sachsen in Fahrt bei Stern und Kreisschiffahrt GmbH Berlin. Im April 2014 aus der Flottenliste gestrichen und verkauft nach Gelsenkirchen, dort als Pirat in Fahrt bis Ende 2019. Am 9. November 2020 zur Werft nach Haren (Ems) zur Kötter Werft zum Umbau im Auftrag der Hochschule für Künste Bremen, neuer Name Dauerwelle |  |
|                                                      | Sachsen-Anhalt     | 1962    | 52,9/08,0                |                      | 186                 | Bertolt Brecht                | Dichter-Klasse, Baunummer 2004; ex. Adler River (bis 2005), ex. Sachsen Anhalt (bis 1998), ex. Bertolt Brecht (bis 1990, siehe oberes Bild). Bis 1990 Weiße Flotte Berlin, dann Sachsen-Anhalt bis 1998 Stern und Kreisschiffahrt GmbH Berlin, ab März 1998 Adler River Insel und Halligreederei Paulsen. Nach dem Ende der Butterfahrten nach Hamburg verkauft Reederei S.P.M.S. eingesetzt für Hafenrundfahrten; trägt seit 2005 den Namen Classic River; weiterverkauft nach Prag und das Schiff wurde am 18. März 2009 in das tschechische Schiffsregister eingetragen. |  |
|                                                      | Saturn             | 1937    |                          |                      |                     | Saturn                        | Motorschiff; 1937 bei den Oderwerken Stettin als Ostmark erbaut; im Juni 1946 als Reparationsleistung an die Sowjetunion abgegeben. |  |
|                                                      | Tempelhof          |         |                          |                      |                     |                               | Motorschiff; im Juni 1946 als Reparationsleistung an die Sowjetunion abgegeben. |  |
|                                                      | Theodor Fontane    | 1904    |                          |                      |                     | Sylva                         | Dampfschiff; erbaut bei den Oderwerken Stettin; im Juni 1946 als Reparationsleistung an die Sowjetunion abgegeben. |  |
|                                                      | Wannsee            |         |                          |                      |                     |                               | Dampfschiff; im Juni 1946 als Reparationsleistung an die Sowjetunion abgegeben. |  |
|                                                      | Werner von Siemens | 1907    |                          |                      |                     |                               | Dampfschiff; im Juni 1946 als Reparationsleistung an die Sowjetunion abgegeben. |  |
|                                                      | Saarland           | 1907    |                          |                      |                     | Leopold v. Ranke              | Dampfschiff, das zeitweise als größter Dampfer Berlins galt; 1944 durch Bombentreffer in zwei Teile zerschlagen, die später ohne Ergänzung des fehlenden Mittelteils zusammengeschweißt wurden. Nach längerer Liegezeit abgebrochen. |  |
|                                                      | Stern              | 2006    | 26,8                     | 05,1                 | 108                 |                               | Mitte Oktober 2024 verkauft Richtung Neckar. |  |

## Fahrten

### In Berlin (Auswahl)
Abfahrtsstellen sind u. a.:
Jannowitzbrücke, Friedrichstraße, Nikolaiviertel, Kanzleramt/Haus der Kulturen der Welt, Alte Börse, Treptower Park, Tegel/Greenwichpromenade, Wannsee (Bhf.), Köpenick/Altstadt, Friedrichshagen.
Feste Fahrtrouten sind:
- einstündige historische Rundfahrt
- 3,5-stündige Brückenfahrt auf Landwehrkanal und Spree
- 5-stündige Rundfahrt um die Müggelberge
- 4-stündige Fahrt von Tegel in die Innenstadt
- 6-stündige Fahrt zum Wannsee und zurück
- 8-stündige Fahrt Rund um Berlin

### Im Land Brandenburg (Auswahl)
- auf der Havel
- über mehrere Seen
- nach Potsdam
- nach Rüdersdorf
- nach Woltersdorf
- nach Neue Mühle

### Auftragsverkehr für die Berliner Verkehrsbetriebe (BVG)

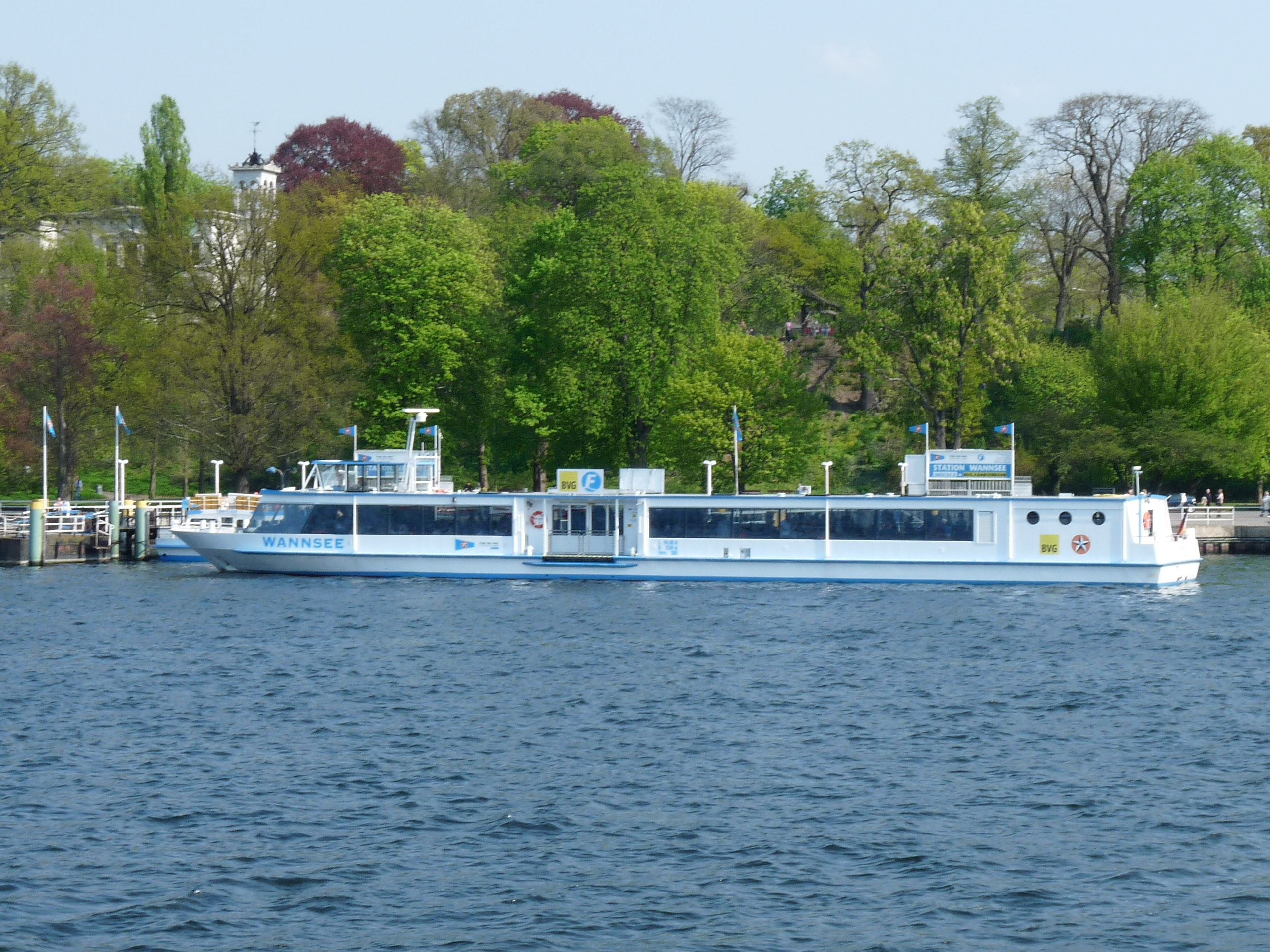
Fahrgastschiff Wannsee am Anleger Berlin-Wannsee

Im Auftrag der BVG betreibt der Subunternehmer Stern- und Kreisschiffahrt GmbH mit dem Schiff Wannsee eine Fährlinie. Die Fährlinie ist in das Tarifsystem des Verkehrsverbunds Berlin-Brandenburg integriert.
- F10 S Wannsee – Alt-Kladow – Wannsee

## Kritik
Der Stern und Kreisschiffahrt wird von der Presse und vom Verband für Elektroschifffahrt und Ladeinfrastruktur e. V. vorgeworfen, sich vehement gegen eine Verminderung der Schadstoffemission zu verwehren. Darüber hinaus wird sogar behauptet, dass – neben anderen Reedereien auch – die Stern und Kreis verhindere, dass saubere Elektroboote und -schiffe an den Berliner Gewässern anlegen können.